# Lulesamiska naturobjekt på kartorna
Lulesamiska naturobjekt på kartorna redovisar betydelsen av ortnamnsefterled och adjektiv i namn på naturobjekt, som används på kartor i lulesamiska områden, som de definierats av Lantmäteriet.

## Lulesamiska tecken
Det lulesamiska alfabetet har två tecken som inte finns i det svenska alfabetet, Á och Ŋ (ng-ljud), markerat med gult i nedanstående figur. Det lulesamiska området sträcker sig in i Norge och där följer man samma lulesamiska ortografi med undantaget att den norska motsvarigheten till bokstaven Ä får användas.
| Lulesamiska alfabetet                    |                                          |                                          |                                          |                                          |                                          |                                          |                                          |                                          |                                          |                                          |                                          |                                          |                                          |                    |                    |                    |                    |                    |                    |                    |                    |                    |                    |
| A                                        | Á                                        | B                                        | D                                        | E                                        | F                                        | G                                        | H                                        | I                                        | J                                        | K                                        | L                                        | M                                        | N                                        | Ŋ                  | O                  | P                  | R                  | S                  | T                  | U                  | V                  | Å                  | Ä                  |
| a                                        | á                                        | b                                        | d                                        | e                                        | f                                        | g                                        | h                                        | i                                        | j                                        | k                                        | l                                        | m                                        | n                                        | ŋ                  | o                  | p                  | r                  | s                  | t                  | u                  | v                  | å                  | ä                  |
| Bokstäver i svenska alfabetet som saknas | Bokstäver i svenska alfabetet som saknas | Bokstäver i svenska alfabetet som saknas | Bokstäver i svenska alfabetet som saknas | Bokstäver i svenska alfabetet som saknas | Bokstäver i svenska alfabetet som saknas | Bokstäver i svenska alfabetet som saknas | Bokstäver i svenska alfabetet som saknas | Bokstäver i svenska alfabetet som saknas | Bokstäver i svenska alfabetet som saknas | Bokstäver i svenska alfabetet som saknas | Bokstäver i svenska alfabetet som saknas | Bokstäver i svenska alfabetet som saknas | Bokstäver i svenska alfabetet som saknas | Alternativa tecken | Alternativa tecken | Alternativa tecken | Alternativa tecken | Alternativa tecken | Alternativa tecken | Alternativa tecken | Alternativa tecken | Alternativa tecken | Alternativa tecken |
| C                                        | Q                                        | W                                        | X                                        | Y                                        | Z                                        | Ö                                        |                                          |                                          |                                          |                                          |                                          |                                          |                                          | Norge              | Norge              | Norge              | Æ                  | æ                  | Sverige            | Sverige            | Sverige            | Ä                  | ä                  |

## Kartor
De tre kartorna visar en del av västra Padjelanta (Badjelánnda) i tre olika ortografier.

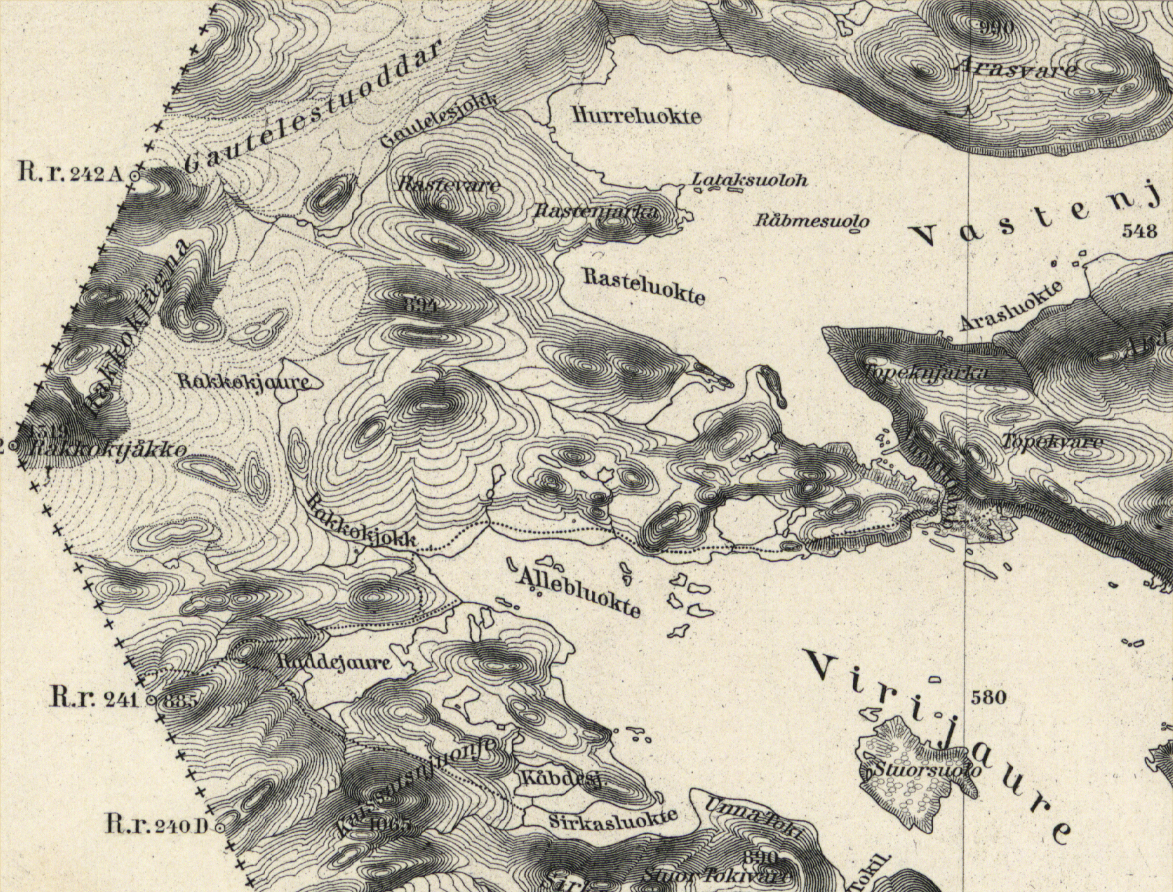
Generalstabskartan västra Padjelanta 1890
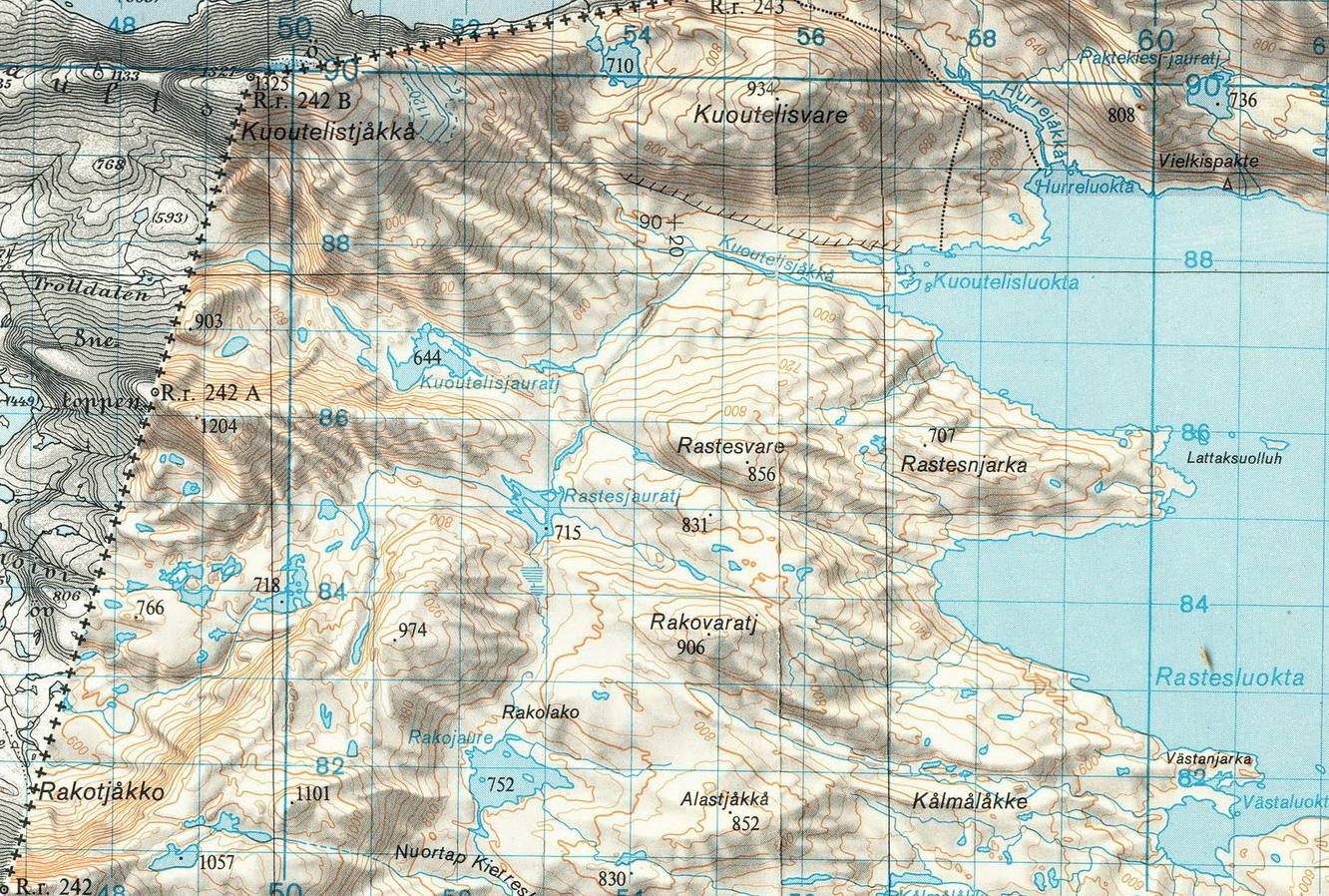
Fjällkartan västra Padjelanta 1968
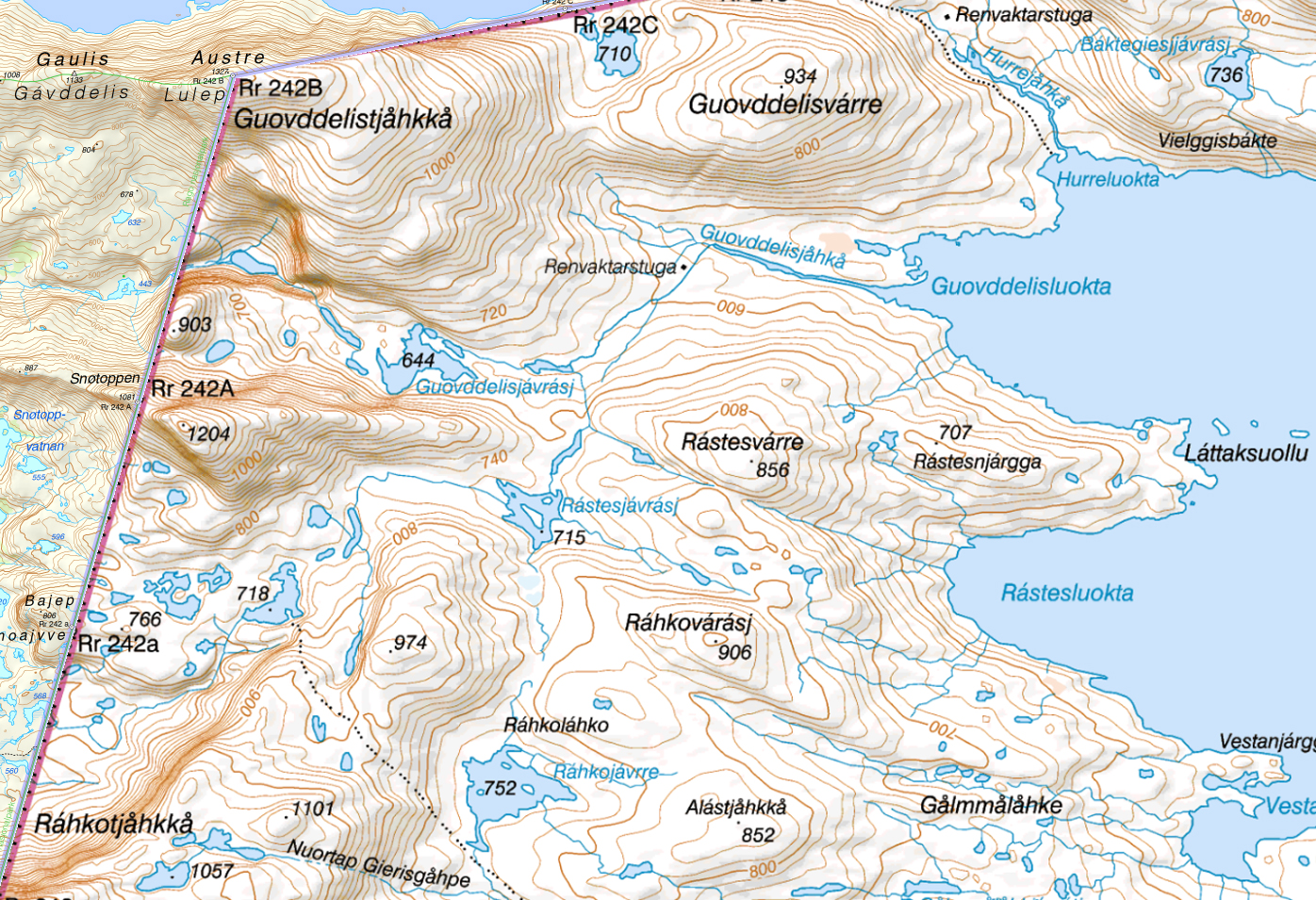
Fjällkartan västra Padjelanta 2001

## Lulesamiska naturnamnsefterled
Tabellen visar de vanligaste naturnamnsefterleden på berg, sjöar, vattendrag och andra naturobjekt i det lulesamiska området. Många av exemplen i tabellen har egna artiklar med länk till Topografiska kartan.
| Svenska                           | Lulesamiska    | Exempel               |
| --------------------------------- | -------------- | --------------------- |
| Berg                              |                |                       |
| Klippbrant                        | bákte          | Vielggisbákte         |
| Fjällsluttning                    | buollda        | Láŋjekbuollda         |
| Kalt lågfjäll                     | duottar        | Duottar               |
| Spetsig fjälltopp, brant högfjäll | gájsse         | Darregájsse           |
| Sidoberg till högre berg          | huornnasj      | Huornnasj             |
| Terrass, avsats i fjällsida       | låpptå         | Gierdolåpptå          |
| Fjällutlöpare                     | njunjes        | Njunjes               |
| Skoglös bergknalle                | nulppe         | Vállenulppe           |
| Litet runt berg                   | oajvásj        | Nuortoajvásj          |
| Berg med rund kontur              | oajvve         | Rávdoajvve            |
| Mindre fjällaxel                  | oálgásj        | Oalgásj               |
| Fjällaxel från större fjäll       | oalgge         | Ridoalgge             |
| Fjälltopp                         | tjåhkkå        | Guovddelistjåhkkå     |
| Fjällrygg, ås                     | tjårro         | Jågŋåtjårro           |
| Litet fjäll                       | várásj         | Ráhkovárásj           |
| Fjällhöjd med god utsikt          | várddo         | Gálavárddo            |
| Berg, fjäll                       | várre          | Guovddelisvárre       |
| Sjöar                             |                |                       |
| Sjö                               | ávrre          | Gieddávrre            |
| Sjö                               | hávrre         | Sáluhávrre            |
| Sjö                               | jávrre         | Vásstenjávrre         |
| Sjöar                             | jávre          | Mávgojávre            |
| Liten sjö                         | jávrásj        | Rástesjávrásj         |
| Tjärnar, småsjöar                 | jávrátja       | Guovdoajvejávrátja    |
| Vik                               | luokta         | Sierggaluokta         |
| Vattendrag                        |                |                       |
| Vadställe                         | gáláv          | Härrágáláv            |
| Vattenfall                        | gårttje        | Stuormuorkkegårttje   |
| Bäck, å                           | jåhkå          | Hurrejåhkå            |
| Liten bäck eller å                | jågåsj         | Radtjejågåsj          |
| Vidare del av å eller älv         | luoppal        | Gásakluoppal          |
| Åmynning, älvmynning              | njálmme        | Änonjálmme            |
| Lugnvatten i älv                  | savon          | Vuojatsavon           |
| Näs där vattendrag möts           | skájdde        | Njunnjása Skájdde     |
| Simställe för renar               | vuojat         | Vuojatädno            |
| Å, älv                            | ädno           | Miellädno             |
| Övrigt                            |                |                       |
| Stor myr                          | áhpe           | Guorásjáhpe           |
| Litet kärr, liten myr, videsnår   | råhto          | Lådderåhto            |
| Åsrygg (t.ex. drumlin)            | gielas         | Gålokgielas           |
| Rund sänka, grop                  | gåhpe          | Oarjep Gierisgåhpe    |
| Glaciär                           | jiegŋa         | Ålmåjjiegŋa           |
| Högslätt                          | láhko          | Gássaláhko            |
| Krök                              | måhkke         | Radtjemåhkke          |
| Udde, näs                         | njárgga        | Biellonjárgga         |
| Skred, lavin                      | rido           | Ridoalgetjåhkkå       |
| Säckformad inbuktning i fjällsida | skåhppe        | Biernnaskåhppe        |
| Ö, holme                          | suoloj         | Stuorsuoloj           |
| Berg utan branta sidor            | tjavdda        | Suoŋertjavdda         |
| Landrygg, bergrygg                | tjavelk        | Sievgoktjavelk        |
| Fjälldal, dalgång                 | vágge          | Viejevágge            |
| Riktning, storlek                 |                |                       |
| Västra                            | alep           | Alep Njoatsosjávrre   |
| Västligare                        | alemus         |                       |
| Högre                             | badje          | Badjelánnda           |
| Övre                              | bajep          | Bajep Áhppojávrre     |
| Nedre, lägre                      | vuolep         | Vuolep Áhppojávrre    |
| Mellersta                         | gasska         | Gasska Njoatsosjávrre |
| Lång                              | guhkes         | Guhkesvágge           |
| 30                                | gålmmålåhke    | Gålmmålåhkjávrátja    |
| Östligare                         | lulemus        |                       |
| Östra                             | lulep          | Lulep Njoatsosjávrre  |
| Norra                             | nuortap        | Nuortap Slahpetjåhkkå |
| Södra                             | oarjep         | Oarjep Slahpetjåhkkå  |
| Stora                             | stuor, stuorra | Stuor Dijdder         |
| Liten, lilla                      | unna           | Unna Dijdder          |